# Sannakji
Sannakji là một trong các biến thể của hoe trong ẩm thực Triều Tiên. Món này làm từ thịt bạch tuộc sống. Loại bạch tuộc nhỏ vẫn còn tươi nguyên và được cắt thành miếng được tẩm gia vị, một chút dầu vừng và ăn ngay. Người ăn phải nhai thật kỹ trước khi nuốt. Nếu để những chiếc xúc tu dính vào vòm họng có thể gây ra tình trạng tắc thở, rất nguy hiểm cho cơ thể, vậy nên bạn phải cẩn thận khi ăn nó